# Valle-Niza
Valle-Niza est un village côtier appartenant à la commune de Vélez-Málaga, située à 3 km de Benajarafe en Espagne. Auparavant elle appartenait à Alamayate Alto, mais au début du XXe siècle elle a changé sa dénomination.
Dans ce village il se trouve le Château du Marqués, une batterie du XVIIIe siècle avec des murs de maçonnerie et pierres de taille, qui est actuellement une École d'Hôtellerie. Il est aussi remarquable le complexe archéologique-monumental des anciennes carrières de la cathédrale, formé par des anciens logements des ouvriers des carrières, aujourd'hui converti dans le "Musée de la Pierre".
Elle possède une église rupestre, de grande importance historique, qui a été utilisée par des ermites mozarabes du VIIe au IXe siècle.